# Dødehavsrullerne
Dødehavsrullerne blev fundet i 11 grotter i Qumran-området ved Det Døde Hav. De blev fundet i 1947 af hyrden Muhammed edh-Dhib, som angiveligt kastede en sten ind i en grotte for at få en af sine geder ud. Han ramte en krukke og opdagede rullerne. Der dukkede omkring 800 skriftruller op mellem 1947 og 1956. Det var en vigtig arkæologisk opdagelse. I 1990'erne begyndte udgivelsen; alle er udgivet.
Skriftrullerne stammer fra andet århundrede f.Kr. til første århundrede e.Kr. Indholdet er blandt andet tekster fra Biblen.

## Opdagelsen
Skriftrullerne blev fundet i 11 huler ved en bosættelse ved Qumran fra cirka 2. århundrede f.Kr. til 1. århundrede e.Kr., men ingen af skriftrullerne er fundet ved selve bosættelsen. Historien om, hvordan de første af skriftrullerne blev fundet, er ikke sikker. Det lader til at være nogenlunde sikkert, at beduinen, gedehyrde Muhammed Adhmed el-Hamed med tilnavnet edh-Dhib gjorde det første fund i begyndelsen af 1947.
I den mest udbredte variant af historien kastede han en sten ind i en hule for at finde et forsvundet dyr og hørte lyden af keramik, der gik i stykker. Da han gik ind i hulen, fandt han skriftrullerne pakket ind i linned.
Da den amerikanske arkæolog John C. Trevor (1916-2006) gennemførte en række interview i området med adskillige Muhammed edh-Dhib'er, fik han adskillige varianter af historien.

## Datering og indhold
Kulstof 14-datering og analyser af teksten tyder på, at dokumenterne er skrevet fra midten af det 2. århundrede f.Kr. til 1. århundrede e.Kr.. Mindst et af dokumenterne er kulstof 14-dateret til 21 f.Kr.-61. Nash Papyrussen fra Egypten med de 10 bud er det eneste andet hebraiske dokument af den alder. Lignende skrifter er fundet i området, blandt andet ved fæstningen i Masada. Nogle af rullerne er skrevet på papyrus, men de fleste på pergament og den såkaldte Kobberrulle på kobber. Skriftrullerne er skrevet med fjerpen og blæk af kulstofsorte og hvide pigmenter.
Fragmenterne spænder over mere end 800 tekster med mange synspunkter; heriblandt essæerne og andre sekters. Omtrent 30 % er fragmenter af den hebraiske bibel undtagen Esters Bog. Omtrent 25 % er traditionelle, israelitiske, religiøse tekster, der ikke er indeholdt i den hebraiske bibel. Heriblandt Enoks Bog, Jubilæerbogen og Levis Testamente. Cirka 30 % indeholder bibelske kommentarer eller tekster om anskuelser, regler og krav til medlemmer, der tilhørte en mindre jødisk sekt, som mange forskere mener boede i Qumran-området. Resten, cirka 15 %, er uidentificerede.
Over 90 % er skrevet på hebraisk, nogle på aramæisk og enkelte på græsk. De færreste er skrevet i Qumran, og størstedelen er afskrifter fra før Qumran-perioden, som er kommet i Qumran-samfundets eje. Der er ingen tegn på, at Qumran-samfundet har forsøgt at ændre de bibelske tekster, som de kopierede, for at få dem til at stemme overens med deres egen teologi. Det er tænkeligt, at Qumran-samfundet ville have betragtet Enoks Bog og Jubilæerbogen som guddommeligt inspirerede skrifter. De bibelske tekster, der oftest citeres i de ikke-bibelske dødehavsruller, er Salmernes Bog efterfulgt af Esajas' Bog og Femte Mosebog.
Blandt de vigtigste er Esajas-skriftrullen fundet i 1947, en kommentar til Habakkuks Bog (også fundet i 1947), samfundets regelsæt (1QS/4QSa-j), som giver mange informationer om sektens struktur og teologi samt den tidligste version af Damascusdokumentet. Mest berømt er kobberrullen fundet i 1952, som opremser skjulte guldskatte, skriftruller og våben.

### Hyppigheden af de forskellige bøger
Liste over de 16 bøger, der er fundet flest skriftruller med fragmenter af:
| Bog                        | Antal skriftruller |
| Salmernes Bog              | 39                 |
| Femte Mosebog              | 33                 |
| Enochs Bog                 | 25                 |
| Første Mosebog             | 24                 |
| Esajas' Bog                | 22                 |
| Jubilæerbogen              | 21                 |
| Anden Mosebog              | 18                 |
| Tredje Mosebog             | 17                 |
| Fjerde Mosebog             | 11                 |
| De 12 mindre profeter      | 10                 |
| Daniels Bog                | 8                  |
| Jeremias' Bog              | 6                  |
| Ezekiels Bog               | 6                  |
| Jobs Bog                   | 6                  |
| Første og Anden Samuelsbog | 4                  |

## Fortolkninger

### Essæerne
Indtil 1990'erne var der konsensus blandt næsten alle eksperter om, at dokumenterne var skrevet og skjult af et samfund af essæere, som boede i Qumran-området. Denne teori kaldes Essæerhypotesen. I år 66 e.Kr. begyndte den Første jødisk-romerske krig, og før essæerne blev nedslagtet af romerske legioner, gemte de deres skrifter i huler, hvor de først blev fundet næsten 2.000 år senere. Den opfattelse er den mest udbredte blandt eksperter.

### Saddukæerne
En anden teori, hvis popularitet har været stigende, er, at samfundet var ledet af saddukæiske præster. Det vigtigste dokument, som støtter dette synspunkt, er "Miqsat Ma'ase haTorah" (MMT, 4Q394-), som fremsætter renhedslove, der er identiske med dem, der i rabbinske skrifter tilskrives saddukæerne (fx overførslen af urenhed). Dette dokument gengiver også en festkalender, der følger saddukæernes principper om tidsfæstelsen af visse festdage. Der er yderligere beviser i 4QMMT, som stemmer overens med den saddukæiske opfattelse, at stillestående væskestrømme var rituelt urene. Denne opfattelse delte farisæerne ikke.
De fleste eksperter er af den overbevisning, at trods lighederne om urenhed er denne teori usandsynlig, fordi der står nogle væsentlige, teologiske forskelle tilbage: Flavius Josefus skriver, at essæerne og saddukæerne havde modsatte opfattelser af skæbne og forudbestemmelse. Essæerne tilskrev skæbnen alt, hvorimod saddukæerne helt og aldeles benægtede skæbnens eksistens. Mange af skriftrullerne indeholder tegn på, at forfatterne troede, at sjælen ville leve videre efter døden (og genopstandelsen). Det er i modstrid med saddukæernes opfattelse: hverken genopstandelse, engle eller sjæle eksisterer.

### Tempelbibliotek
I 1963 fremsatte Karl Heinrich Rengstorf fra Westfälische Wilhelms-Universität den teori, at Dødehavsrullerne stammer fra biblioteket i det jødiske Jerusalems tempel. Denne teori blev afvist af de fleste eksperter i løbet af 1960'erne, fordi de fleste skriftruller blev skrevet i Qumran i stedet for at være transporteret dertil. Dette argument understøttes af fundet af hvad, der sandsynligvis var et scriptorium i ruinerne i Qumran. Teorien blev dog genoplivet af Norman Golb og andre eksperter i løbet af 1990'erne med den tilføjelse, at skriftrullerne sandsynligvis kom fra en række biblioteker, heriblandt Tempelbiblioteket.

### Kristne forbindelser
Den spanske jesuit José O'Callaghan har argumenteret for, at et bestemt fragment (7Q5) er en tekst fra Markusevangeliet, kapital 6, vers 52-53, fra det nye testamente. I de senere år er denne kontroversielle påstand blevet genoptaget af den anerkendte tyske papyrolog og bibelforsker Carsten Peter Thiede. Hvis teorien er korrekt, vil det gøre dette fragment til det tidligst bevarede dokument fra det Nye Testamente dateret mellem år 30 og 60. Modstandere af påstanden fremhæver, at fragmentet er ret kort og kræver så meget rekonstruktion (det eneste fuldstændige ord er "και", græsk for "og"), og at det meget vel kan være en anden tekst end Markusevangeliet. Men der findes ikke så få andre papyrus-fragtmenter med lige så lidt tekst og lige så få sikre ord og bogstaver, der er blevet identificeret uden at der er rejst tvivl om identifikationen. Stort set alle førende fageksperter inden for papyrologi er enige i den identifikation José O'Callaghan og Carsten Peter Thiede har foretaget.
Robert Eisenman raffinerede teorien ved at argumentere for, at flere af skriftrullerne beskriver det tidlige kristne samfund, som var mere fundamentalistisk og stift end det samfund, der beskrives i det nye testamente. Eisenman forsøgte også at relatere nogle af teksterne til Paulus' og Jakob den Retfærdiges liv.

### Andre teorier
Nogle af disse skriftruller kan være de forsvundne bøger, der nævnes i biblen. Fordi de ofte beskrives som vigtige i forhold til biblens historie, er skriftrullerne blevet omgivet af flere konspirationsteorier: det er påstået, at de var forfalskninger fra ende til anden, og at de var placeret i hulerne af rumvæsner. Andre teorier, som finder mere støtte blandt eksperterne, beskriver Qumran som en militær fæstning eller som et vintertilholdssted.

## Betydning
Skriftrullernes betydning er stadig svækket af usikkerheden om deres alder og oprindelse.
På trods af disse begrænsninger har skriftrullerne allerede vist sig at være ganske værdifulde for tekstkritikere. Før Dødehavsrullerne blev fundet, var de ældste hebraiske bibelskrifter Masoretiske tekster fra det 9. århundrede. De bibelske tekster, som blev fundet blandt Dødehavsrullerne, flytter den dato tilbage til det 2. århundrede f.Kr. Indtil da var de ældste græske skrifter som Codex Vaticanus og Codex Sinaiticus fra det 4. århundrede de ældste eksisterende bibelskrifter. Mens nogle af de bibelske tekster fra Qumran afviger væsentligt fra de Masoretiske tekster, viser de fleste kun begrænsede forskelle. Skriftrullerne giver os på den måde nye varianter af tekster og mere velfunderede opfattelser af de tekster, hvor kilderne stemmer overens.
Ydermere giver de tekster, som omhandler sekten, nye oplysninger om den specifikke form for jødedom, der blev praktiseret i det Andet Tempels periode.